# Mougins
 Mougins  (en occitano Mogins según la norma clásica, Mougin según la norma mistraliana) es una comuna francesa, en la región de Provenza-Alpes-Costa Azul, departamento de Alpes Marítimos, en el distrito de Grasse. Es la capital del cantón de Mougins.

## Historia
Durante el periodo del imperio romano, era una villa de reavituallamiento de la Vía Julia Augusta,camino entre Italia y España.
Durante la guerra de sucesión austriaca, fue devastada en un incendio, durante el pillaje de las tropas austro-sardas.

## Celebridades
En 1973, falleció, en su casa «Notre-Dame-de-Vie», de esta localidad, el pintor Pablo Picasso.